# Механічний склад ґрунту
Механічний склад ґрунту — процентний вміст частинок того або іншого розміру. В даний час в різних країнах існують різні системи класифікації частинок за фракціями. М. М. Сибірцев узагальнив існуючі на той час системи класифікації. Ґрунт можна класифікувати за вмістом «фізичних глин» (частинки діаметром менше 0,01 мм).
Механічний склад ґрунту має величезне значення в житті ґрунту. Від нього залежить вологоємність, водопроникність, водопідйомна здатність, пористість, повітряний і тепловий режим.
Глинисті ґрунти погано пропускають вологу і тому мають високу вологоємність і погану водовіддачу. Завдяки великій щільності вони погано провітрюються, погано нагріваються (холодні ґрунти) і до того ж погано обробляються. Глинисті ґрунти багаті на зольні відкладеннями, тобто містять багато солей.
Піщані і супіщані ґрунти в більшості безструктурні, мають гарну водопроникність і сприятливий повітряний і тепловий режим, але в той же час вони бідні на гумус і зольні речовини, швидко виснажуються. Найбільш сприятливими слід вважати суглинні ґрунти.
Існує кілька методів механічного аналізу ґрунту. Застосувується два основних методи: просіювання через сито і декантація в стоячій воді.
Перш ніж приступити до механічного аналізу ґрунту, підготуйте його до просівання і декантації. Для цього видаліть із ґрунту карбонати, помістивши його в 0,2 л розчину HCl на 5 хв. Рідину перемішайте, дайте відстоятися до просвітління і тричі промийте. Після кожної промивки та відстоювання рідину зливайте. Після промивання ґрунт підсушіть і, відваживши 25 г, помістіть в стакан або чашку і прилейте 100 мл розчину, що складається з 1 мл 1 n розчину їдкого натру, і 99 мл дистильованої води. Розчин розмішуйте протягом 2-3 хвилин, дайте йому відстоятися, потім рідину обережно злийте або фільтруйте та осад висушіть при температурі 100 °C, після чого точно зважте і запишіть його вагу, потім ґрунт помістіть на верхній ярус сита. Кришку щільно закрийте і сито струшуйте протягом 1-2 хв, зніміть кришку і перший ярус сита (з дірочками в 3 мм в діаметрі). Ґрунт, що залишився на цьому ярусі, точно зважте і вирахуйте відсоток до загальної маси. Так само чиніть з ґрунтом кожного ярусу. В результаті просіювання ґрунт розподіляється наступним чином: частинки діаметром від 3 мм і більше, від 1 мм до 3 мм, від 0,5 мм до 1 мм, від 0,25 мм до 0,5 мм і менше 0,25 мм.

Більш точне визначення останньої фракції ведіть за допомогою декантації в стоячій воді, для чого використовуйте склянки.

В один склянку всипте точно відважену кількість ґрунту, просіяного через останнє сито з чарунками в 0,25 мм, і долийте холодною водою (15 °С) до риски на стінці склянки (на висоті 12 см), рідину перемішуйте скляною паличкою протягом 1 хв, потім розчин швидко перелийте в іншу таку ж склянку, а ґрунт видаліть за допомогою шпателя, склянку сполосніть, воду вилийте на фільтр, осад приєднайте до першої порції і просушіть при температурі 105 °С; після чого ретельно зважте. Отриманий результат показує, скільки в загальній кількості ґрунту знаходиться частинок, діаметр яких коливається між 0,25 мм і 0,05 мм.

Далі процес повторіть: перелиту рідину збовтайте і дайте відстоятися в склянці. Через 10 хв злийте в першу склянку, яка до цього часу повинна бути вимитою. При другій операції в осад випадають частинки, діаметр яких менше 0,05 мм, але більше 0,01 мм. Осад висушіть і зважте.

Досвід продовжуйте, тільки рідину зливайте вже не через 10 хв, а через 6 год, і отримаєте частинки діаметром від 0,01 мм до 0,005 мм.

Розчин, одержаний після останньої декантації, профільтруйте, висушіть на фільтрі і зважте на точних чутливих вагах. Останній осад містить частинки ґрунту діаметром від 0,005 мм до 0,001 мм.